# گردشگری درون‌مرزی
گردشگری بومی یا گردشگری درون‌مرزی، گونه‌ای از گردشگری است که ساکنان یک کشور، فقط در آن کشور سفر می‌کنند. برای کشورهای بزرگ با مهارت محدود در زبان‌های بین‌المللی خارجی، همانند برزیل، گردشگری داخلی نقش بسیار زیادی در کل بخش گردشگری ایفا می‌کند.